# Campoplex satanator
Campoplex satanator är en stekelart som beskrevs av Aubert 1966. Campoplex satanator ingår i släktet Campoplex och familjen brokparasitsteklar. Inga underarter finns listade.